# Estación de Neuville-Université
La estación de Neuville-Université es una estación ferroviaria francesa de la línea de Cergy, ubicada en el municipio de Neuville-sur-Oise (departamento de Val-d'Oise).

## La estación
Abierta en 1994 al tiempo que el alargamiento a Cergy-le-Haut, la estación forma parte del ramal A3 de la línea A del RER, y de la línea L del Transilien.
Su nombre proviene de la proximidad del campus Neuville de la Universidad de Cergy-Pontoise.

## Uso de la estación
En 2016, según las estimaciones de la SNCF, la frecuentación anual de la estación es de 2 451 600 viajeros.